# Aspicilia zonata
Aspicilia zonata är en lavart som först beskrevs av Erik Acharius, och fick sitt nu gällande namn av Rolf Santesson. Aspicilia zonata ingår i släktet Aspicilia, och familjen Megasporaceae. Arten är reproducerande i Sverige.